# Olivia Leyva
Olivia García Leyva (Acapulco, 1946 — Acapulco, 14 de fevereiro de 2019) foi uma atriz e ex-modelo mexicana, famosa por interpretar a personagem Glória, a tia da Patty, no seriado mexicano Chaves (El Chavo del Ocho).

## Carreira
Olivia Leyva nasceu em Acapulco, cidade e porto banhado pelo Oceano Pacífico, localizado no estado de Guerrero, no sudoeste do México. Devido à sua grande beleza, ficou em terceiro lugar no concurso Miss México de 1967, representando o estado de Guerrero.
Foi convidada, em 1975 e por quatro episódios, a encarnar a personagem Glória, a sedutora tia da Patty (Rosita Bouchot) e o amor platônico do Seu Madruga (Ramón Valdez) na série protagonizada por Roberto Gómez Bolaños, o Chaves. Na série, Glória se muda para a vila com a sua sobrinha, encantando o Seu Madruga e também o Professor Girafales (Rubén Aguirre). Por sua vez, as mulheres da vila como Dona Clotilde (Angelines Fernández), Dona Florinda (Florinda Meza) e Chiquinha (María Antonieta das Neves) ficam enciumadas, vendo-a como uma rival.
Participou também de filmes como Las reglas del juego, dirigida por Mauricio Walerstein (1971), e La fuerza inútil (1972), de Carlos Enrique Taboada, com Rafael Baledón e Verónica Castro.
Olivia preferiu aposentar-se da carreira de atriz para dedicar-se completamente a sua família. Esteve casada com o empresário Carlos Peralta e teve três filhos: Juan Carlos, Paola e a condutora mexicana Olivia Peralta.

## Morte
Olivia Leyva faleceu em 14 de fevereiro de 2019, aos 72 anos, em decorrência de um câncer.